# 比奇伍德村 (肯塔基州)
比奇伍德村（英語：Beechwood Village），是美国肯塔基州的一座城市。面积约为0.8平方公里（0.3平方英里）。根据2010年美国人口普查，该市的人口为1,324人。